# Johann Adam Kulmus
Johann Adam Kulmus (Kulm), Joannes Adamus Kulmus (ur. 7 kwietnia 1689 we Wrocławiu, zm. 30 maja 1745 w Gdańsku) – niemiecki lekarz, anatom, przyrodnik. Autor dzieła Anatomische Tabellen (1722), wielokrotnie wznawianego i tłumaczonego na języki obce. Przełożone z holenderskiego wydania na język japoński, miało istotny wpływ na rozwój japońskiej medycyny w okresie Edo.

## Życiorys

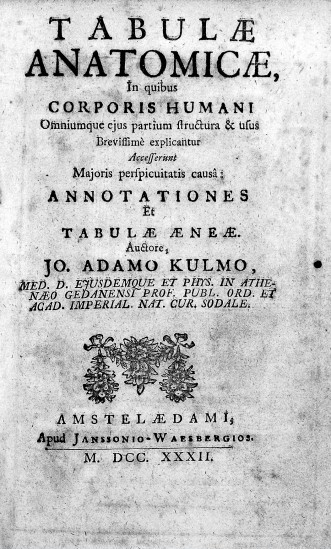
Strona tytułowa wydania Tabulae Anatomicae z 1732 roku

Urodził się we Wrocławiu jako syn piekarza Adama Kulmusa i Marii Kulmus z domu Flegel. Po śmierci rodziców nastoletnim Johannem Adamem i jego siostrą zaopiekował się starszy brat Johann Georg Kulmus (1680–1731). Johann Adam uczył się początkowo w prywatnej szkole elementarnej, potem w Maria-Magdalenen-Gymnasium we Wrocławiu. W 1704 roku przeniósł się do brata do Gdańska i został zapisany do tamtejszego Gimnazjum Akademickiego (Akademischen Gymnasium). Słuchał wykładów Schelguiga, Wilenberga, Glosenmeyera, Groddecka, Sartoriusa i Reussiusa. Od 1711 na studiach w Halle, uczył się m.in. matematyki u Christiana Wolffa, a medycyny u Hoffmanna, Stahla i Albertiego. Potem udał się do Frankfurtu nad Odrą, niedługo potem przeniósł się do Lipska, gdzie uczył się u Bohna i Rivinusa. Następnie odwiedził Jenę, Altdorf, Straßburg i Bazyleę. W Bazylei w 1715 roku otrzymał tytuł doktora medycyny na podstawie pracy Dissertatio de harmonia morum et morborum. W Lejdzie uczył się u Hermanna Boerhaavego i (prawdopodobnie) u Gabriela Fahrenheita. Po powrocie do Gdańska praktykował jako lekarz i zajmował się pracą naukową. W 1725 został profesorem medycyny i nauk przyrodniczych w Gimnazjum Akademickim, zastępując na tym stanowisku Glosenmeyera. Około 1736 mianowany fizykiem miejskim (Stadtphysikus).
Należał do Akademii Leopoldina (od 1722) i Pruskiej Akademii Nauk (od 1725).
4 listopada 1721 ożenił się z wdową po kramarzu, Concordią Leuschner, z domu Ebeling. Wydaje się, że nie mieli dzieci, wychowywali natomiast bratanicę Kulmusa, Luise Adelgunde Kulmus (1713–1762). Zmarł 30 maja lub 10 czerwca 1745 roku w wieku 56 lat, został pochowany w Kościele Świętej Trójcy.
W Bibliotece Gdańskiej PAN znajduje się portret Kulmusa autorstwa Jacoba Wessla. Wessel prawdopodobnie namalował jeszcze jeden portret autora Anatomische Tabellen, na którego podstawie Houbraken wykonał miedzioryt do amsterdamskiego wydania książki z 1743 roku. Na podstawie tego samego obrazu powstał miedzioryt Hieronima Sperlinga do lipskiego wydania z 1741 roku. Zaginiony portret Kulmusa trzymającego czaszkę autorstwa Georga Christopha Grootha powstał około 1740 roku; ten wizerunek Kulmusa został powtórzony na mezzotincie Johanna Stenglina.

## Dorobek naukowy
Najważniejsze dzieło Kulmusa, Anatomische Tabellen, ukazało się w 1722 roku (chociaż data tego wydania nie jest pewna). W latach 1722–1814 ukazało się łącznie 23 wydań tej książki, także w tłumaczeniu na francuski, holenderski i japoński.

## Anatomische Tabellen
| Rok  | Tytuł | Wydawca                                                                                   | Wydanie | Link |
| ---- | --- | ----------------------------------------------------------------------------------------- | ------- | ---- |
| 1722 | Anatomische Tabellen daraus des gantzen menschlichen Körpers und aller dazugehörigen Theile Beschaffenheit und Nutzen deutlich zu ersehen...: Nebst dazu gehörigen Kupffern gestellet hat                                                                     | von Beughern                                                                              | 1       |      |
| 1725 | Anatomische Tabellen, nebst dazu gehoerigen Anmerckungen und Kupffern... welche den Anfaengern der Anatomie zu bequemer Anleitung in dieser andern Aufflage verfasset hat Johann Adam Kulmus...                                                               | Dantzig zu finden bey Cornelius von Beughem; gedruckt von Thomas Johann Schreiber         | 2       |      |
| 1727 | Physiologische und anatomische Tafeln: welche einem jungen Anfänger der Artzney-Kunst den Grund und Endzweck zeigen... | Bey dem Autore                                                                            |         |      |
| 1731 | Tabulæ anatomicæ, In quibus Corporis Humani Omniumque ejus partium structura & usus Brevissimè explicantur: Acc. ... Annotationes Et Tabulæ Æneæ |                                                                                           |         |      |
| 1732 | Anatomische Tabellen, Nebst dazu gehörigen Anmerckungen und Kupffern, Daraus des gantzen Menschlichen Cörpers Beschaffenheit und Nutzen deutlich zu ersehen                                                                                                   | bey die Janssons von Waesberge                                                            | 3       |      |
| 1732 | Tabulæ anatomicæ, In quibus Corporis Humani Omniumque ejus partium structura & usus Brevissimè explicantur: Acc. ... Annotationes Et Tabulæ Æneæ | Amstelaedami: Apud Janssonio-Waesbergios                                                  |         |      |
| 1734 | Ontleedkundige tafelen: benevens de daar toe behoorende afbeeldingen en aanmerkingen: waarinhet zaamensteldes menschelyken lichaams, en het gebruik van alle des zelfs deelen afgebeeld en geleerd word                                                       | By de Janssoons van Waesberge                                                             |         |      |
| 1734 | Tables anatomiques dans lesquelles on explique en peu de mots la structure et l’usage du corps humain, et de toutes ses parties |                                                                                           |         |      |
| 1741 | Anatomische Tabellen: nebst dazu gehörigen Anmerkungen und Kupfern; daraus des ganzen menschlichen Körpers Beschaffenheit und Nutzen deutlich zu ersehen: welche den Anfängern der Anatomie zu bequemerer Anleitung. Vierte vermehrte und verbesserte Auflage | bay Caspar Fritsch, Leipzig                                                               | 4       |      |
| 1743 | Anatomische Tabellen nebst dazu gehörigen Anmerkungen und Kupfern, daraus des ganzen menschlichen Körpers Beschaffenheit und Nutzen deutlich zu ersehen... | Amstaelodami: Apud Janssonio-Waesbergios                                                  | 5       |      |
| 1744 | Tabulæ anatomicæ, in quibus corporis humani omniumque ejus partium structura et usus brevissime explicantur: Accesserunt majoris perspicuitatis causa: annotationes et tabulæ æneæ                                                                            | Janssonius van Waesberge                                                                  |         |      |
| 1748 | Tabulae anatomicae: in quibus corporis humani omniumque ejus partium structura & usus brevissimè explicantur accesserunt majoris perspicuitatis causâ: annotationes et tabulae aeneae                                                                         | Apud Haeredes Jo. Laurentii Barbiellini in foro Pasquini. Typis Joannis Generosi Salomoni |         |      |
| 1755 | Tabulae anatomicae in quibus corporis humani omniumque ejus partium structura et usus brevissime explicantur. Acc. ... annotationes | N. a Vucht, 1755                                                                          |         |      |
| 1758 | Anatomische Tabellen nebst darzu gehörigen Anmerkungen und Kupffern: daraus des ganzen menschlichen Körpers ... zu ersehen... | Lotter                                                                                    | 6       |      |
| 1759 | Anatomische Tabellen, nebst dazu gehörigen Anmerkungen und Kupfern, daraus des ganzen menschlichen Körpers Beschaffenheit und Nutzen deutlich zu ersehen, welche den Anfängern der Anatomie zu bequemerer Anleitung verfaßt hat                               | Fritsch                                                                                   |         |      |
| 1764 | | Augsburg, Elias Tobias Lotter                                                             | 7       |      |
| 1765 | Tabulae anatomicae, in quibus corporis humani omniumque ejus partium structura, et usus brevissime explicantur |                                                                                           |         |      |
| 1774 | Kaitai shinsho (解體新書: 序圖) |                                                                                           |         |      |
| 1789 | Johann Adam Kulmus anatomische Tabellen für Lehrlinge der Anatomie |                                                                                           |         |      |
| 1812 | 重訂解體新書 |                                                                                           |         |      |
| 1814 | Anatomische Tabellen. Umgearbeitet und mit sieben und zwanzig neuen Kupfertafeln versehen von Karl Gottlob Kühn | Leipzig, Hahnsche Verlagshandlung                                                         | 8       |      |
| 1843 | Chōtei kaitai shinsho | Suharaya Mohē                                                                             |         |      |

## Pozostałe dzieła
- Dissertatio inauguralis medica de harmonia morum et morborum. Typis Friderici Lüdii, 1715 („O związkach między obyczajami i chorobami”)
- Von Augen-Gewächsen, aus Verwahrlosung theils der Achorum, theils der Variolarum. Samml. v. Nat.- u. Med.-... Gesch. 18, s. 510–516 (1723)
- Descriptio anatomico-physiologica alicuius foetus monstrosi: cui adiicitur observatio viri cuisdam aqua suffocati. Typis viduae J. D. Stollii, 1724 („Opis anatomiczno-fizjologiczny nienormalnego płodu, do czego dodano obserwacje dotyczące mężczyzny uduszonego w wodzie”)[9]
- Von zwey zusammengewachsenen Kindern, nebst deren anatomischen Section. Samml. v. Nat.-u. Med.-... Gesch. xxvii, 207-210 (1724)
- Elementa philosophiae naturalis. Sumptibus auctoris, literis Schreiberianis, 1727
- Johann Adam Kulmus, Johann Eilhard Reinick. Exercitatio phys. de insectis. Schreiber, 1729
- Johann Adam Kulmus, Johann Ernst Kulmus: Disp. botan. phys. de literis in ligno fagi repertis. Gedani, 1730 („O piśmie znalezionym na drzewie bukowym”)
- Disputatio anatomica De tendine Achillis disrupto et arteriis in osseam substantiam degeneratis, occasione alicujus observationis rarissimæ conscripta, quam præside. Gedani: ex officina Schreiberiana 1730 („O zerwaniu ścięgna Achillesa i o tętnicach zwyrodniałych w substancję kostną”)
- Michael Ernst Ettmüller, Johann Ernst Kulmus. Diss. inaug. de spasmo vesicae vesicæ. Lipsiæ: Litteris Jo. Christiani Langenhemii, 1732
- Johann Adam Kulmus, Nathanael Friedrich Kautz. Exercitatio perpendens praejudicium, an sol aquam attrahat? 1732 („Czy słońce może przyciągać wodę”)
- Dissertatio medica, de uteri delapsu, suppressionis urinae et subsequutae mortis causa. Quam praeside Joh. Adam. Kulmo tuebatur Joh. Eilhard. Reinick. Gedani, 1732 („O wypadnięciu macicy wskutek ucisku moczu i o śmierci z tego powodu”)
- Ioannes Adamus Kulmus, Paullus Henricus Gerardus Moehring. Schediasma De Quibusdam Praeiudiciis Medicis. Schreiber, 1732
- Exercitatio physica, perpendens praejudicium, an ante diluvium iris non apparuerit?. Schreiber, 1733 („Czy jutrzenka nie ukazuje się przed powodzią”)
- Johann Adam Kulmus, Johann Leonhard Wolff. Exercitatio physica, perpendens praejudicium, an ignes fatui sint spectra? Typis Thomae Johannis Schreiberi, 1733 („Czy ognie są znakami wyroczni”)
- Ioannes Adamus Kulmus, Otto Ioachimus Willer. Disputatio Medica De Infantis Post Matris Obitum Partu. Schreiber, 1742 („O urodzeniu dziecka po śmierci matki”)
- Johann Adam Kulmus, Aegidius Benedictus Cretlov. Disputatio medica De circulatione sanguinis, medicina vniuersali, quam praeside Ioanne Adamo Kulmo, ... in auditorio maximo a. 1744. die 27. Augusti ab obiectionibus defendet Aegidius Benedictus Cretlov, Gedanensis. Gedani: typis Thom. Ioann. Schreiberi, magnif. senatus et athenaei typographi 1744
- De infantis post matris obitum partu. Acta Acad. nat. curios. 7, s. 460–472 (1744)